# Federación Asturiana de Concejos
La Federación Asturiana de Concejos (FACC) es una organización que engloba a los setenta y ocho municipios o concejos del Principado de Asturias y se integra en el Consejo Territorial de la Federación Española de Municipios y Provincias.
Pretende abrir un ámbito de trabajo en red que aporte nuevas propuestas para el mejor gobierno local, nuevos modos de relación entre la sociedad y sus instituciones, nuevas vías del conocimiento de la Administración para los administrados".
Su presidenta es Cecilia Pérez Sánchez, alcaldesa de El Franco.